# Sieradzki
Sieradzki là một huyện thuộc tỉnh Łódzkie của Ba Lan. Huyện có diện tích 1491 km². Đến ngày 1 tháng 1 năm 2011, dân số của huyện là 119550 người và mật độ 80 người/km².